# Lengyeltóti
Lengyeltóti est une ville et une commune du comitat de Somogy en Hongrie.